# Église Saint-Aubin de Soize
L'église Saint-Aubin de Soize est une église située à Soize, en France.

## Localisation
L'église est située sur la commune de Soize, dans le département de l'Aisne.